# 美咲奈那
美咲 奈那（みさき なな、1983年7月13日-）は、日本の卓球選手。中国からの帰化選手であり、中国名は陳微娜（チェン・ウェイナ）。
佐賀清和高等学校-淑徳大学-NEC SKY所属。身長157cm。
母親の影響で6歳から卓球を始めた。2008年12月4日に日本国籍を取得。

## 戦歴
- 2003年 東京卓球選手権大会　女子シングルス ベスト8